# La Montagne (Jean Ferrat)

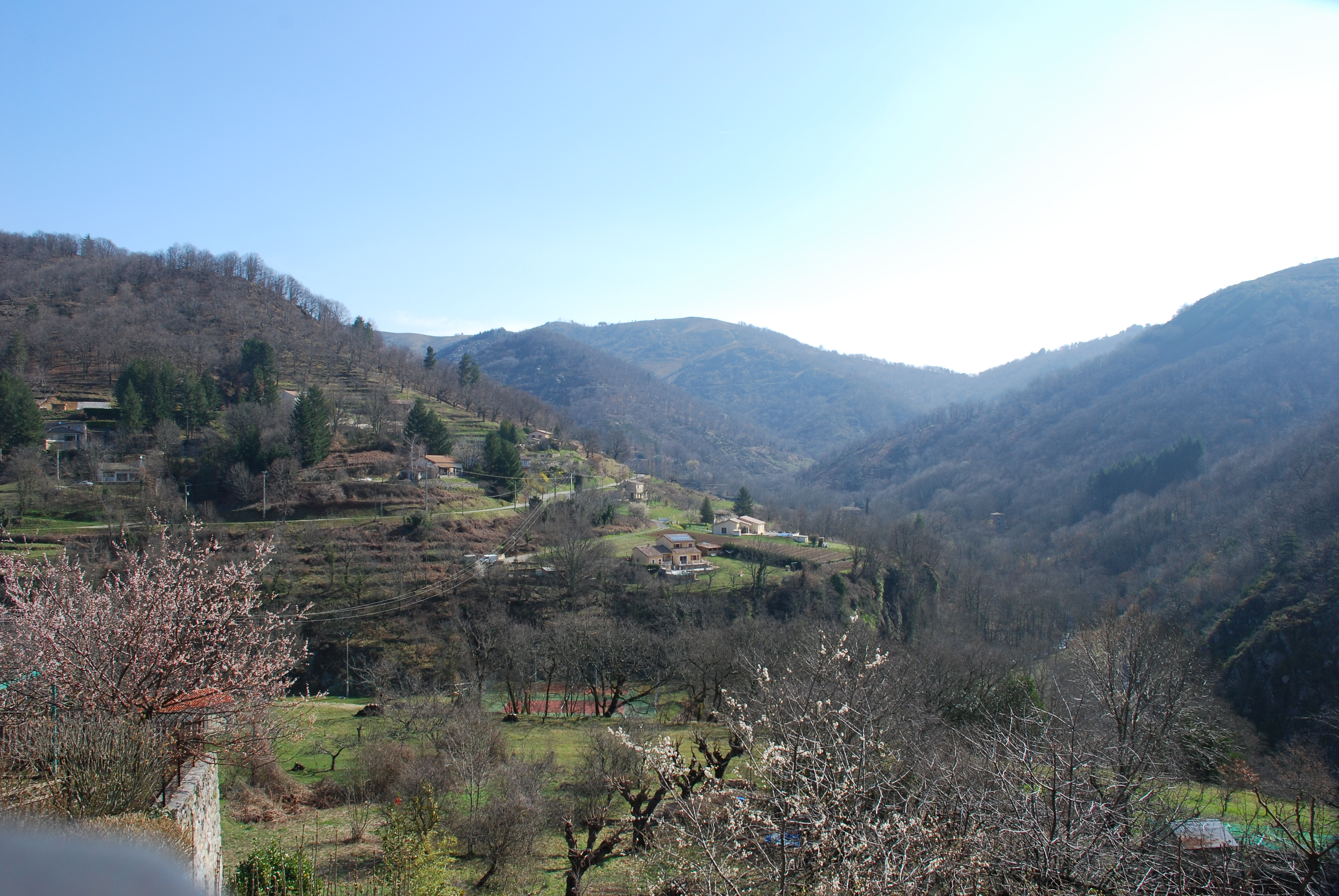
Het landschap rond Antraigues-sur-Volane, beschreven door Jean Ferrat in zijn lied "La Montagne" (1964).

La Montagne (Het gebergte) is een van de bekendste liedjes van de Franse chansonnier Jean Ferrat (1930-2010). Hij schreef het lied in 1964 en liet zich hierbij inspireren door het landschap rond Antraigues-sur-Volane in de Ardèche, waar hij sinds datzelfde jaar woonde. In het lied beschrijft Jean Ferrat het vertrek van jonge mensen naar de grote steden, ver van hun geboortegrond: "Ils quittent un à un le pays/pour s'en aller gagner leur vie/loin de la terre où ils sont nés". Ze gaan op zoek naar spanning, feesten en de bioscoop, en in die grote steden slijten ze vervolgens hun leven als ambtenaar of politieagent in hun flats in de grijze nieuwbouwwijken, en eten ze kip vol hormonen: "Leur vie ils seront flics ou fonctionnaires/..../Il faut savoir ce que l'on aime/Et rentrer dans son H.L.M./Manger du poulet aux hormones". Het leven van de oude mensen in de dorpen vinden ze saai. 
In het refrein beschrijft Jean Ferrat dat het gebergte toch heel mooi is: "Pourtant que la montagne est belle", en hij vraagt zich af hoe iemand bij het zien van een zwerm zwaluwen die in de herfst naar het zuiden richting Afrika vliegt, zich kan voorstellen dat de herfst al begonnen is: "Que l'automne vient d'arriver", omdat het gebergte ook in de herfst en winter zo prachtig is, en niet saai.
Een andere interpretatie zou kunnen zijn dat Jean Ferrat waarschuwt dat alhoewel het gebergte toch zo mooi is: "Pourtant que la montagne est belle", niemand doorheeft dat ondanks de zwerm zwaluwen die men ziet vliegen (wat niet alleen in de herfst maar ook in de lente of de zomer plaats vindt, de hoogtijdagen van de streek), de zwaluwen verwijzen naar de herfst als metafoor voor het verval: "Comment peut-on s'imaginer/En voyant un vol d'hirondelle/Que l'automne vient d'arriver?".

## Het dorp
Friso Wiegersma schreef op dezelfde melodie het Nederlandse lied Het dorp, waarmee zijn levenspartner Wim Sonneveld vervolgens in Nederland een groot succes behaalde.